# Битка при Павия (476)
Вижте пояснителната страница за други значения на Битки при Павия.
Битката при Павия (на латински: Pavia) се състои през 476 г. близо до днешния град Павия в Ломбардия, Италия във времето на падането на Западната Римска империя.
Командир на римската войска е Флавий Орест, бащата на последния император Ромул Августул. Одоакър е командир на въстаналите варварски помощни войски. Мнозинството на наемниците избира на 22 август 476 г. Одоакър за крал (rex).
Одоакър побеждава Орест при Павия, убива го на 28 август 476 г. и задължава Ромул Августул да се откаже от властта.